# Sports Champions
Sports Champions este un joc video de sport din 2010 dezvoltat de San Diego Studio și Zindagi Games și publicat de Sony Computer Entertainment exclusiv pentru PlayStation 3, care folosește PlayStation Move. It was officially unveiled at the 2010 Game Developers Conference in San Francisco.
Este o colecție de jocuri moderne (tenis de masă, volei de plajă, disc golf) și medievale (bocce, tir cu arcul, duel între gladiatori), jucătorul fiind nevoit să folosească PlayStation Move, imitând mișcări din realitate captate de PlayStation Eye. Este vândut la pachet cu aceste două accesorii.
Următorul joc din serie, Sports Champions 2, a fost lansat pe 30 octombrie 2012.

## Legături externe
- Pagină oficială la PlayStation.com
- Pagină oficială la Zindagi Games